# Rabarberpaj

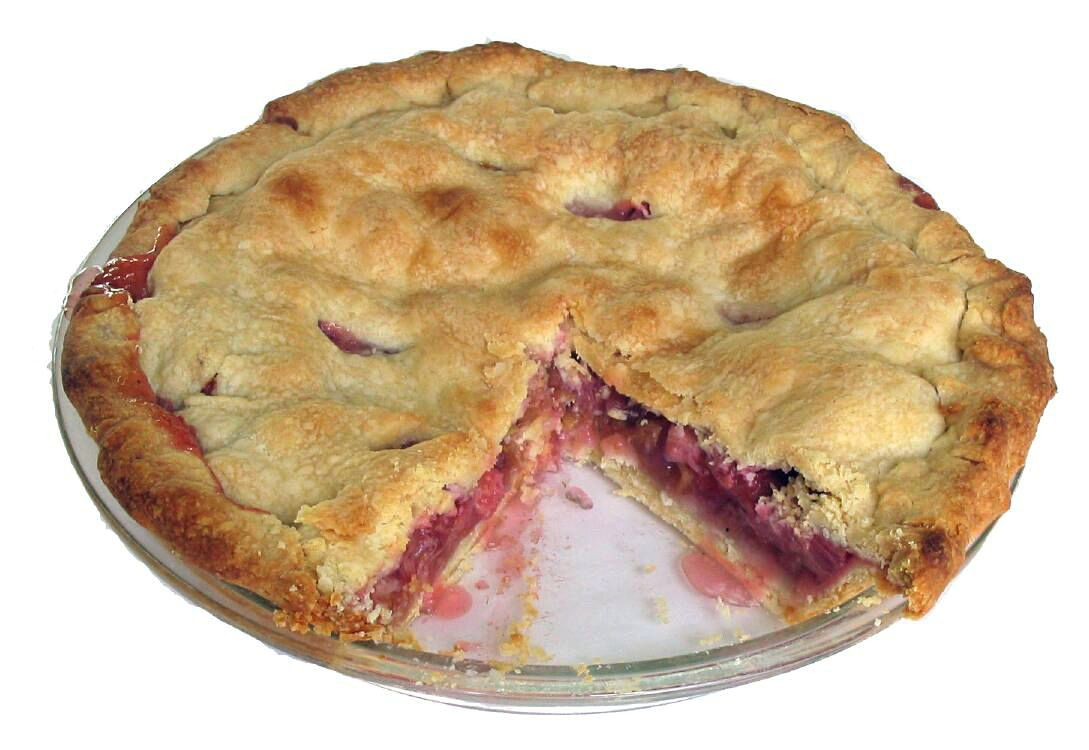
Rabarberpaj

Rabarberpaj är en paj som är speciellt populär i de områden där växten odlas. Förutom tärnade rabarber innehåller pajen ofta en stor mängd socker för att balansera växtens syrlighet. I Kanada och USA är rabarberpaj med jordgubbar en populär sommarpaj. I boken Svenska landskapsrätter, av Oskar Jakobsson, nämns pajen som en av Gotlands landskapsrätter.